# Тупик (фортификация)

1-3: Различные варианты тупика; 4. Полузакрытый тупик с косым козырьком

Тупи́к (вход-тупи́к) — один из типов защищённого входа в убежище и фортификационное сооружение (ДОТ, каземат, бункер).

## Защита входа при помощи тупика
Тупик предназначен для отдаления от защитной двери места падения и взрыва боеприпаса, а также для прикрытия её от осколков и пуль; прямое попадание боеприпаса во вход он берёт на себя. По уровню защиты занимает промежуточное положение между другими типами входа: сквозником и простым входом. В отличие от прямого сквозника, не защищает дверь от явления отражения ударной волны ядерного взрыва или близкого взрыва обычного боеприпаса, когда она, заходя в тупик и отражаясь от стенок, значительно увеличивает своё давление на дверь. Частично это явление может ослабить так называемый продух - небольшое отверстие наружу рядом с дверью.
Размеры тупика принимают такими, чтобы ударная волна от взрыва расчётного боеприпаса (снаряда, бомбы, мины), упавшего на минимальном расстоянии, не превысила того, что может выдержать защитная дверь. Соответственно, чем менее прочная дверь, тем длиннее должен быть тупик; толщина его стен и перекрытия делается с расчётом на прямое попадание боеприпаса (см. ДОТ, Бомбоубежище).

## Применение входа-тупика
Тупик устраивается в случаях:
- когда сквознику не хватает места[лит 1];
- нет необходимости в усиленной защите, например вход в укреплённое строение идёт из закрытого помещения (из первого этажа здания, из подвала)
- не ожидается интенсивного обстрела сооружения из крупнокалиберных орудий.

В свою очередь простой вход применяется, если он идёт из защищённого помещения или когда устройство сквозника и тупика невозможно: например в орудийном ДОТе, в который после постройки придётся заносить и ставить длинномерное орудие. В последнем случае у входа могли сделать частично закрытый тупик: перпендикулярная двери стенка и козырёк. Также применялись дополнительные разборные заграждения из бетонных блоков и мешков с песком уже после установки орудия.
Согласно польским довоенным рекомендациям, в обустройстве долговременной фортификации, основной вход-тупик следует иметь сооружению, рассчитанному на прямые попадания снарядов калибра 155-мм и 220-мм, а от снарядов 305-мм и выше — запасной вход-тупик и основной сквозник. Простой вход могли иметь сооружения от снарядов калибра 105-мм и ниже.

## Примеры входа-тупика и простого входа

Засыпанный вход-тупик в пулемётный ДОТ, проход шёл прямо и налево (начало Пулковского шоссе, г. Санкт-Петербург)
Вход в орудийный ДОТ в виде полузакрытого тупика с косым козырьком. Для дополнительной защиты поставлены блочные стенки.
Простой вход в орудийный ДОТ без какой-либо защиты, Варшавская улица (Санкт-Петербург)